# Lance Burton
William Lance Burton (* 10. März 1960 in Louisville, Kentucky, USA) ist ein US-amerikanischer Zauberkünstler.

## Leben
Im Alter von 22 Jahren gewann er in Lausanne (Schweiz) die Weltmeisterschaft der Zauberkunst, die alle drei Jahre von der Fédération Internationale des Sociétés Magiques (FISM) ausgetragen wird. Damit war er zu seiner Zeit der jüngste und der erste US-amerikanische Preisträger dieses Wettbewerbes.
Lance Burton trat in The Tonight Show auf sowie sowohl vor einem US-amerikanischen Präsidenten wie auch vor Königin Elisabeth II.
Er war vierzehn Jahre lang im Monte Carlo – Resort and Casino in Las Vegas mit einer eigenen Show zu sehen. Zu diesem Zweck wurde dort für 27 Millionen Dollar das „Lance Burton Theatre“ erbaut. Im September 2010 lief sein Vertrag aus und wurde, wie im April angekündigt, nicht verlängert. Das Monte Carlo ersetzte ihn durch eine Show der Tanzgruppe Jabbawockeez. Die Gruppe hatte die erste Ausgabe des MTV-Wettbewerbs America’s Best Dance Crew gewonnen.
Neben seinen im US-amerikanischen Fernsehen ausgestrahlten TV-Specials seiner Show spielte Lance auch in der Folge "Zauberspiele" der beliebten Serie Knight Rider aus den 1980er Jahren mit. Er spielte dort eine Mischung aus sich selbst und einem mordenden Zauberkünstler.